# Застава општине Житорађа
Застава општине Житорађа је застава која представља истоимену општину у Републици Србији.
Застава је квадратног облика са односом страница 1:1. На њој су представљени хералдички елементи: три кривудаве линије у црвеној, плавој и белој боји (боје заставе Републике Србије), којима је представљена река Топлица и три класа пшенице или жита, који симболизују пољопривреду општине као основну делатност становништва и који алудирају на име општине.